# Niels Bohr
Niels Henrik David Bohr (AFI: [ˈnels ˈboɐ̯ˀ]; Copenaghen, 7 ottobre 1885 – Copenaghen, 18 novembre 1962) è stato un fisico danese.

Firma di Bohr

Diede contributi fondamentali nella comprensione della struttura atomica e nella meccanica quantistica, per i quali ricevette il premio Nobel per la fisica nel 1922.

## Biografia

### Famiglia e studi
Bohr nacque a Copenaghen il 7 ottobre 1885. Suo padre, Christian Bohr, era un fisiologo danese di religione luterana, docente alla facoltà di fisiologia all'Università di Copenaghen e scopritore di un comportamento dell'emoglobina detto effetto Bohr. Henrik Bohr, suo nonno paterno, fu insegnante e successivamente preside del Westenske Institut di Copenaghen. Sua madre, Ellen Adler Bohr, era una ricca borghese danese di origine ebraica, la cui famiglia era assai importante nell'ambiente bancario e parlamentare danese. Il suo nonno materno, David Adler, era morto nel 1878 e quindi Niels non poté conoscerlo, ma i suoi ideali a favore dei diritti umani furono tramandati allo stesso Niels attraverso sua madre Ellen, figlia di David Adler.
Suo fratello, Harald Bohr, era un matematico e calciatore della nazionale danese, convocato alle Olimpiadi. Ebbe anche una sorella maggiore, nata nel 1883, divenuta poi un'insegnante nella scuola fondata dalla zia materna dei tre fratelli, Hanna Adler, conosciuta per essere la pioniera dell'introduzione dell'educazione mista in Danimarca. Niels era un calciatore come il fratello, ma dilettante, di ruolo portiere, e giocò nel 1905 insieme al fratello nell'Akademisk Boldklub, una delle squadre di Copenaghen.
Non venne considerato adatto per vestire la maglia della nazionale danese perché si narra che in un incontro amichevole tra il suo club e una rappresentativa tedesca, Bohr subì una rete su un facile tiro da lunga distanza, distratto, per sua stessa ammissione, da un problema matematico. Bohr si laureò all'Università di Copenaghen nel 1911 con una tesi sull'impossibilità di spiegare con la fisica classica i fenomeni magnetici; nel 1921, da questo lavoro la fisica olandese Hendrika Johanna van Leeuwen formulò il teorema che prende il nome di teorema di Bohr-Van Leeuwen. Si trasferisce prima a Cambridge grazie a una borsa di studio, dove spera di collaborare con J. J. Thomson per continuare le indagini sulla teoria dei metalli. Non riuscendo a lavorare con il fisico britannico, si cimenta nello studio dell'elettromagnetismo seguendo le lezioni universitarie di James Jeans. Grazie alla borsa di studio che la Fondazione Carlsberg gli offrì per dargli la possibilità di studiare un anno all'estero, si trasferì poi all'Università di Manchester, in Inghilterra, dove studiò con Ernest Rutherford.
Durante il suo periodo di studi con Rutherford, si occupa della riuscita di alcuni esperimenti sull'assorbimento da parte dell'alluminio delle particelle alfa, programma suggerito proprio da Rutherford. Questo progetto viene poi sospeso dallo stesso Bohr perché interessato al concetto teorico del suo nuovo modello atomico, originato dalla teoria orbitale dell'atomo scoperta da Rutherford. Dopo molti anni dalla morte di Rutherford, Bohr accetta di tenere il suo discorso commemorativo, conosciuto come il Rutherford Memorial Lecture, il 28 novembre 1958, all'Imperial College di Londra. Rutherford aveva proposto un modello in cui quasi tutta la massa dell'atomo è concentrata in una porzione molto piccola, il cosiddetto nucleo (caricato positivamente), mentre gli elettroni ruotano attorno a esso con gusci concentrici detti orbitali.

### Modello atomico di Bohr

Modello atomico di Bohr-Sommerfeld. Il nucleo al centro ospita protoni carichi positivamente e neutroni, mentre gli elettroni carichi negativamente ruotano intorno a esso su determinate orbite in dipendenza del livello di energia.

In base alle teorie di Rutherford, Bohr pubblicò il suo modello della struttura atomica, introducendo la teoria secondo cui gli elettroni si muovono in orbite ben definite, che corrispondono ai diversi stadi di energia intorno al nucleo dell'atomo. Bohr, inoltre, introdusse l'idea che un elettrone possa cadere da un'orbita di alta energia a una con energia più bassa, emettendo un fotone di energia definita. Questa teoria fu la base della teoria dei quanti. Questo modello tuttavia non spiegava la stabilità degli atomi e la ragione per cui l’elettrone non “cade” nel nucleo ma mantiene sempre un livello minimo di energia. Niels Bohr divenne professore all'Università di Copenaghen e direttore "dell'istituto recentemente costruito della fisica teorica".
Il 27 aprile 1920, Bohr giunse a Berlino su invito di Max Planck. Essendo presente a Berlino anche Einstein, si colse l’occasione per un incontro a tre dei più importanti fisici dell’epoca. L’incontro fu estremamente cordiale; seppur diversi caratterialmente, i tre si trovarono a loro agio parlando per tutto il tempo di fisica, confrontando le loro idee. « Poche volte, nella vita, una persona mi ha dato tanta gioia con la sua sola presenza come è stato nel suo caso», scrisse successivamente Einstein a Bohr.

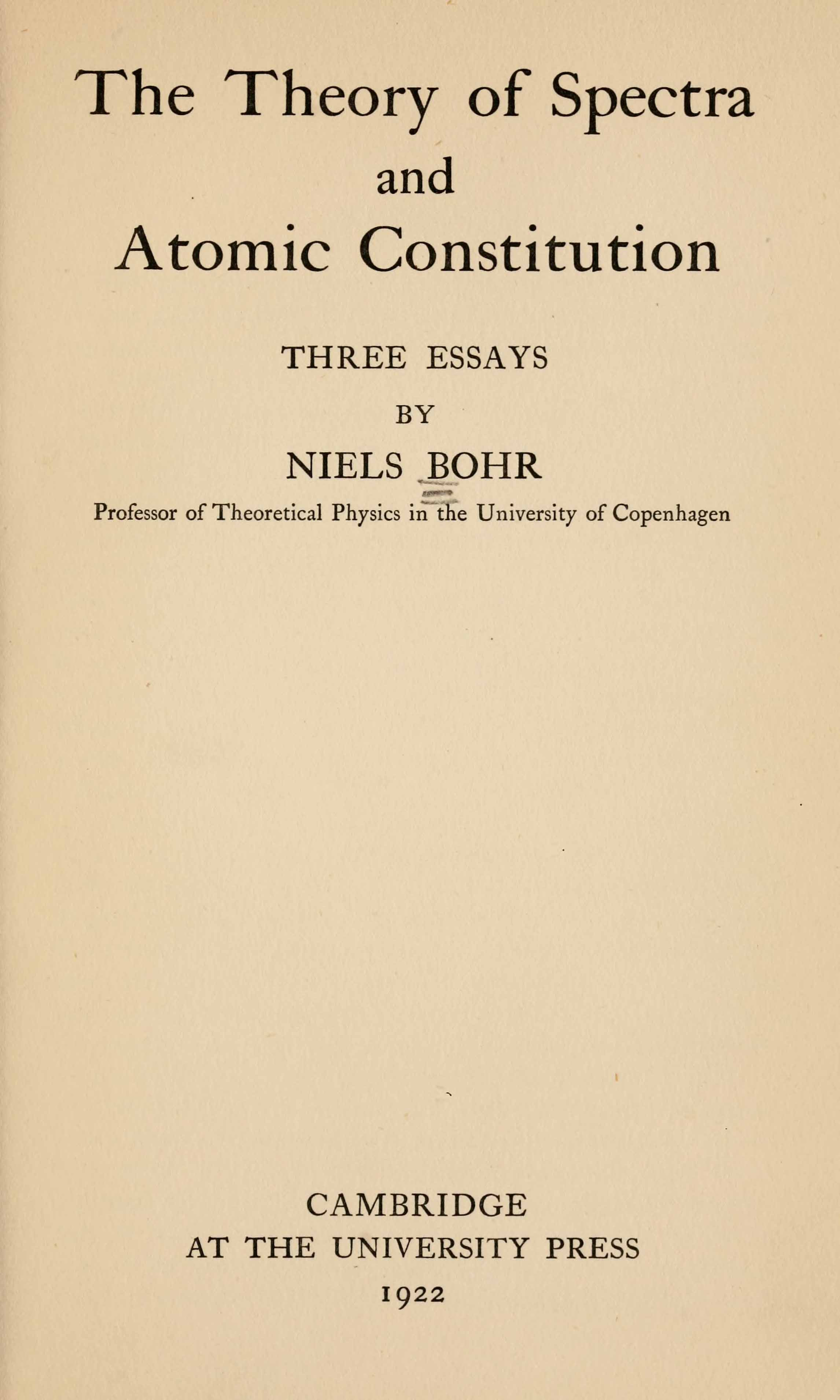
The Theory of Spectra and Atomic Constitution (Drei Aufsätze über Spektren und Atombau), 1922

Nel 1922 Bohr ricevette il premio Nobel per la fisica "per i suoi contributi nell'indagine sulla struttura degli atomi e della radiazione che emana da essi". L'istituto di Bohr fu il punto di riferimento per i fisici teorici negli anni venti e trenta.

Stemma di Niels Bohr, riportante il motto "CONTRARIA SUNT COMPLEMENTA" e collare dell'ordine danese dell'elefante.

Bohr sviluppò inoltre il principio di complementarità, che rese pubblico al Congresso internazionale dei fisici del 1927 (tenutosi a Como in occasione del centenario della morte di Alessandro Volta). Secondo il principio di complementarità nella descrizione della natura dei processi microfisici entrano in gioco aspetti complementari ma mutuamente esclusivi, come l'aspetto ondulatorio e corpuscolare della luce. L'impossibilità da parte dello sperimentatore di tenere conto simultaneamente, nell'atto della misura, delle proprietà quantistiche complementari, è all'origine del carattere aleatorio e probabilistico delle leggi della meccanica quantistica. Il principio di complementarità si propose fin dall'inizio come cornice concettuale della meccanica quantistica, al cui interno veniva inglobato il principio di indeterminazione di Heisenberg come caso particolare del generale carattere complementare dei processi della fisica atomica. Il principio di complementarità e il principio di indeterminazione sarebbero stati i pilastri portanti della grande interpretazione fisica "ufficiale" della meccanica quantistica, l'interpretazione di Copenaghen.
L'interpretazione di Copenaghen fu attaccata da Albert Einstein, il quale non credeva in una natura intrinsecamente probabilistica dei processi fisici, anche su scala atomica. Egli pensava alla natura come a un sistema perfettamente ordinato di leggi naturali semplici e deterministiche. Per questo Einstein e Bohr ebbero vivaci discussioni sui fondamenti fisici e filosofici del mondo naturale. Fu in una lettera a lui indirizzata nel 1926, che Einstein fece la sua famosa osservazione sulla meccanica quantistica, spesso parafrasata come "Dio non gioca a dadi con l'universo", a cui Bohr rispose "Non dire a Dio come deve giocare". Il più famoso allievo di Bohr, Werner Karl Heisenberg, fu inoltre per due anni alla testa del programma nucleare tedesco, il progetto del regime nazista finalizzato alla costruzione della bomba atomica. Anche se il ruolo effettivamente avuto da Heisenberg nel programma nucleare tedesco è ancora oggetto di discussione, la sua presunta collaborazione con i nazisti incrinò temporaneamente l'amicizia con Bohr.

### Occupazione nazista e fuga negli USA
Niels Bohr e la moglie Margrethe ebbero sei bambini. Due morirono giovani, a causa di un incidente in barca e di un attacco di meningite. Uno, Aage Niels Bohr (1922-2009), è stato insignito del premio Nobel per la fisica nel 1975. Nel settembre 1943, durante l'occupazione nazista della Danimarca, Niels Bohr fuggì in Svezia per evitare l'arresto da parte della polizia tedesca e da lì a Londra; si adoperò, riuscendovi, per convincere il governo svedese ad accogliere centinaia di ebrei danesi in fuga dalla deportazione. Nel novembre dello stesso anno, invece, Bohr e il figlio Aage si trasferirono negli Stati Uniti, prima a New York e poi a Los Alamos per collaborare al Progetto Manhattan, dove, oltre alla sua competenza in materia, risultò importante per informare gli altri scienziati del progetto sullo stato di avanzamento dei progetti nucleari tedeschi. Dopo la guerra tornò a Copenaghen e sostenne l'uso pacifico dell'energia nucleare. Nel 1957, su iniziativa sua e del politico svedese Torsten Gustafsson, nacque l'Istituto nordico per la fisica teorica (Nordita), con sede a Copenaghen. Morì nella capitale danese nel 1962.

## Opere
- (EN) The Theory of Spectra and Atomic Constitution; three essays [Drei Aufsätze über Spektren und Atombau], Cambridge, University press, 1922.
- (EN) On the quantum theory of line spectra (v. 1), København: Z.F. Host, 1918.
- (EN) On the quantum theory of line spectra (v. 2), København: Z.F. Host, 1918.
- (EN) Essays 1958-1962: Atomic Physics And Human Knowledge, Richard Clay And Company, Ltd., 1963.

## Riconoscimenti
L'elemento chimico bohrio è così chiamato in suo onore. Gli è stato dedicato un asteroide, 3948 Bohr. Sulla Luna gli sono stati dedicati un cratere di 71 km di diametro e una valle di 80 km di lunghezza. Nel 1922 ha ricevuto il premio Nobel per la fisica. Nel 1939 è stato eletto presidente dell'Accademia reale danese delle scienze. Nel 1947 ricevette l'ordine cavalleresco danese più importante, l'Ordine dell'Elefante. Nel 1965, tre anni dopo la sua morte, l'Istituto di Fisica all'Università di Copenaghen ha assunto il nome di "Istituto Niels Bohr". È ritratto sulla banconota da 500 corone danesi (serie 1997).
A Niels Bohr la UAI ha intitolato il cratere lunare Bohr e la vallis lunare Bohr.

## Nella cultura di massa
Il lavoro teatrale Copenaghen, rappresentato a Broadway e poi con successo in tutto il mondo, scritto da Michael Frayn, è un'interpretazione romanzata di quello che potrebbe essere accaduto nel 1941 durante l'incontro tra Heisenberg e Bohr. Niels Bohr è protagonista anche di un fumetto, il graphic novel Un pensiero abbagliante di Jim Ottaviani e Leland Purvis che ne ripercorre la vita ed espone le teorie sue e dei suoi contemporanei, con uno stile didattico e vivace.